# Begintitels
De begintitels of openingstitels (in België ook begingeneriek) zijn bij films, televisieseries en videospellen de tekst die bij aanvang in beeld verschijnt, waarin de titel van de productie en de namen van de belangrijkste acteurs en crewleden worden vermeld. Bij films wordt tevens vaak de naam van de productiestudio getoond en, indien het een verfilming betreft, het originele medium waar het verhaal op gebaseerd is. Deze tekst wordt vaak begeleid door de titelsong of andere muziek. Met name bij televisieseries, maar soms ook bij films (zoals de films uit de James Bondreeks) worden de begintitels vaak eveneens vergezeld door een kort filmpje (ofwel een combinatie van beeldmateriaal uit de serie, of een speciaal hiervoor opgenomen filmpje). In dat geval wordt ook gesproken van een introfilmpje of leader.
De begintitels spelen vandaag de dag een minder belangrijke rol dan de eindtitels, maar tot de jaren zeventig was dit nog andersom. Oorspronkelijk was het de gewoonte dat de begintitels al bijna de gehele cast en crew vermeldden. Mede daarom werden de begintitels vaak gecombineerd met de openingsscène van de film. In de film Once Upon a Time in the West duren de begintitels bijvoorbeeld veertien minuten maar overlappen deze de introscène. In de jaren tachtig verschoof het vermelden van bijrollen en informatie over de crew steeds meer naar de aftiteling. George Lucas wordt vaak gezien als de regisseur die sterk bijdroeg aan deze verandering. Zijn Star Warsfilms bevatten aan het begin alleen een vermelding van de filmtitel, maar geen van de namen van de filmploeg of acteurs. Vóór Lucas experimenteerden filmmakers echter al met een introductie waarin alleen de filmtitel werd vermeld, of soms zelfs met films zonder enige vorm van begintitels. Een bekend vroeg voorbeeld is Citizen Kane van Orson Welles.
Het gebeurt niet zelden dat regisseurs experimenteren met de begintitels. De film Fahrenheit 451 uit 1966 bevat bijvoorbeeld geen begintitels met tekst: alle namen en de filmtitel worden opgelezen door een verteller. De komische film Monty Python and the Holy Grail toont in het begingedeelte een groot aantal zaken die niets met de film van doen hebben, zoals een dialoog tussen twee medewerkers en namen van fictieve leden van de filmploeg.